# Anthony R. Barringer
Anthony R. Barringer (* 20. Oktober 1925; † 15. August 2009 in Golden, Colorado) war ein kanadischer Geophysiker.

## Leben
Ab 1948 studierte Barringer an der University of London. Er besuchte das Imperial College London. Barringer entwickelte das Induced Pulse Transient (INPUT) zur elektromagnetischen Exploration von Bodenschätzen. 1961 gründete er das Unternehmen Barringer Research Ltd. 1967 zog er nach Denver.

## Preise und Auszeichnungen (Auswahl)
- Kanadische Mining Hall of Fame[1]
- 1977: Logan Medal
- Virgil Kauffman Gold Medal
- Daniel C. Jackling Award